# Milano-Torino 1918
La Milano-Torino 1918, undicesima edizione della corsa, si svolse il 6 ottobre 1918 su un percorso di 170 km. La vittoria fu appannaggio dell'italiano Gaetano Belloni, che completò il percorso in 6h08'00", precedendo i connazionali Alfredo Sivocci e Angelo Vay.

## Ordine d'arrivo (Top 10)
| Pos. | Corridore           | Squadra | Tempo    |
| ---- | ------------------- | ------- | -------- |
| 1    | Gaetano Belloni     | Bianchi | 6h08'00" |
| 2    | Alfredo Sivocci     | Dei     | s.t.     |
| 3    | Angelo Vay          | -       | a 5"     |
| 4    | Leopoldo Torricelli | Dei     | a 2'00"  |
| 5    | Lauro Bordin        | Bianchi | a 6'00"  |
| 6    | Pietro Aymo         | -       | a 8'00"  |
| 7    | Francesco Marchese  | -       | s.t.     |
| 8    | Clemente Canepari   | Stucchi | s.t.     |
| 9    | Eberardo Pavesi     | Dei     | s.t.     |
| 10   | Pietro Bestetti     | -       | s.t.     |